# Marco Dorigo
Pour les articles homonymes, voir Dorigo.
Marco Dorigo, né le 26 août 1961 à Milan, est directeur de recherche au Fonds national de la recherche scientifique (F.R.S.-FNRS), et codirecteur de l'Institut de recherches interdisciplinaires et de développements en intelligence artificielle (IRIDIA) à l'Université libre de Bruxelles.
Il est un des créateurs des algorithmes de colonies de fourmis et de la recherche sur l'intelligence en essaim. Il a reçu :
- le Cajastur International Prize for Soft Computing en 2007.
- le Dr A. De Leeuw-Damry-Bourlart Award in Applied Sciences (Prix scientifique quinquennal du F.R.S.-FNRS) en 2005.
- le Prix d’excellence Marie Curie  de la Commission européenne en 2003.
- le Italian Prize “Marco Somalvico” for Artificial Intelligence en 1996.

## Publications
- Ant Colony Optimization en collaboration avec Thomas Stützle, MIT Press, 2004.  (ISBN 0-262-04219-3)
- Swarm Intelligence : From Natural to Artificial Systems en collaboration avec Eric Bonabeau et Guy Theraulaz, Oxford University Press, 1999.  (ISBN 0-19-513159-2)
- Robot Shaping en collaboration avec Marco Colombetti, MIT Press, 1998.  (ISBN 0-262-04164-2)
- Ant Algorithms for discrete optimization en collaboration avec Gianni Di Caro et Luca Maria Gambardella, Artificial Life, Vol. 5, N. 2, 1999.